# چیچگلوی منصور
چیچکلوی منصور، روستایی است  از توابع بخش مرکزی شهرستان ارومیه استان آذربایجان غربی ایران.
این روستا دارای اب و هوای عالی و خاک بسیار حاصلخیز است
مردمی بسیار مهمان نواز و مهربان

## جمعیت
این روستا در دهستان باش‌قلعه قرار داشته و بر اساس سرشماری سال ۱۳۸۵ جمعیت آن ۲۶۴ نفر (۶۶ خانوار)
بوده‌است.